# Hylodesmum laxum
Hylodesmum laxum är en ärtväxtart som först beskrevs av Dc., och fick sitt nu gällande namn av Hiroyoshi Ohashi och Robert Reid Mill. Hylodesmum laxum ingår i släktet Hylodesmum och familjen ärtväxter. Utöver nominatformen finns också underarten H. l. laxum.